# The Executioners
The Executioners es una novela de 1957 escrita por John D. MacDonald.

## Sinopsis
La novela habla de Max Cady, un peligroso y violento hombre acusado de violación y maltrato que, al salir libre de prisión, va en búsqueda de Sam Bowden, el hombre que testificó en su contra y al cual Cady culpa por todo su sufrimiento en los años de cárcel. Ahora Bowden buscará la manera de salvar a su familia de Cady, quién comenzará a atosigar y a acosar a la familia para desquitar su odio obsesivo.

## Adaptaciones
- El director J. Lee Thompson realizó en el año de 1962 la primera versión cinematográfica inspirada en la novela: Cape Fear, con las actuaciones de Robert Mitchum como Max Cady y Gregory Peck como Sam Bowen, además de Polly Bergen como actriz de reparto.
- Una segunda versión se realizó en 1991 también con el nombre de Cape Fear, bajo la dirección de Martin Scorsese y con las actuaciones de Robert De Niro como Max Cady, Nick Nolte como Sam Bowden y Jessica Lange y Juliette Lewis en roles coestelares.

- Datos: Q7732780